# Fīshom
Fīshom (persiska: فیشم) är en ort i Iran.   Den ligger i provinsen Gilan, i den nordvästra delen av landet, 210 km nordväst om huvudstaden Teheran. Fīshom ligger 242 meter över havet och antalet invånare är 194.
Terrängen runt Fīshom är kuperad åt nordost, men åt sydväst är den bergig. Fīshom ligger nere i en dal.Runt Fīshom är det ganska glesbefolkat, med 45 invånare per kvadratkilometer. Närmaste större samhälle är Manjīl, 13,0 km sydväst om Fīshom. I omgivningarna runt Fīshom växer i huvudsak blandskog.